# Meistriliiga 2022
La Meistriliiga 2022 (por razones de patrocinio A. Le Coq Premium Liiga) fue la edición número 32 de la Meistriliiga, la primera división del fútbol de Estonia. La temporada comenzó el 1 de marzo y terminó el 12 de noviembre.
Levadia Tallinn fue el campeón defensor tras ganar la temporada pasada el 10.° título de liga de su historia. Por otra parte Flora ganó su 14.° campeonato en la Meistriliiga.

## Sistema de competición
Los diez equipos participantes jugaron entre sí todos contra todos cuatro veces totalizando 36 partidos cada uno, al término de la jornada 36 el primer clasificado obtuvo un cupo para la primera ronda de la Liga de Campeones 2023-24, mientras que el segundo y tercer clasificado obtuvieron un cupo para la primera ronda de la Liga Europa Conferencia 2023-24.
Un tercer cupo para la segunda ronda de la Liga Europa Conferencia 2023-24 fue asignado al campeón de la Copa de Estonia.

## Ascensos y descensos
| Pos. | Descensos de la Meistriliiga 2021 |
| ---- | --------------------------------- |
| 8.º  | Tulevik                           |

| Pos. | Ascendidos de la Esiliiga 2021 |
| ---- | ------------------------------ |
| 2.º  | Tallinna Kalev                 |

## Información de los equipos
| Equipo              | Ciudad     | Estadio                  | Capacidad |
| ------------------- | ---------- | ------------------------ | --------- |
| Flora               | Tallin     | A. Le Coq Arena          | 14 336    |
| Kuressaare          | Kuressaare | Kuressaare Linnastaadion | 2000      |
| Legion              | Tallin     | Estadio Kadriorg         | 5000      |
| Levadia Tallinn     | Tallin     | A. Le Coq Arena          | 14 336    |
| Narva Trans         | Narva      | Narva Kreenholmi Stadium | 2200      |
| Nõmme Kalju         | Tallin     | Estadio Hilu             | 300       |
| Paide Linnameeskond | Paide      | Paide Linnastaadion      | 368       |
| Tallinna Kalev      | Tallin     | Kalevi Keskstaadion      | 11 500    |
| Tammeka             | Tartu      | Estadio de Tamme         | 2500      |
| Vaprus Pärnu        | Pärnu      | Pärnu Rannastaadion      | 1501      |

## Tabla de posiciones
| Pos. | Equipo              | Pts. | PJ | G  | E  | P  | GF | GC | Dif. | Clasificación o descenso                    |
| ---- | ------------------- | ---- | -- | -- | -- | -- | -- | -- | ---- | ------------------------------------------- |
| 1    | Flora (C)           | 97   | 36 | 31 | 4  | 1  | 94 | 21 | +73  | Primera ronda de la Liga de Campeones       |
| 2    | Levadia Tallinn     | 79   | 36 | 24 | 7  | 5  | 74 | 25 | +49  | Primera ronda de la Liga Europa Conferencia |
| 3    | Paide Linnameeskond | 65   | 36 | 19 | 8  | 9  | 84 | 37 | +47  | Primera ronda de la Liga Europa Conferencia |
| 4    | Nõmme Kalju         | 65   | 36 | 19 | 8  | 9  | 59 | 30 | +29  |                                             |
| 5    | Kuressaare          | 50   | 36 | 13 | 11 | 12 | 49 | 51 | −2   |                                             |
| 6    | Tammeka             | 39   | 36 | 10 | 9  | 17 | 38 | 57 | −19  |                                             |
| 7    | Narva Trans         | 38   | 36 | 10 | 8  | 18 | 43 | 58 | −15  | Primera ronda de la Liga Europa Conferencia |
| 8    | Tallinna Kalev      | 35   | 36 | 10 | 5  | 21 | 42 | 92 | −50  |                                             |
| 9    | Legion              | 22   | 36 | 6  | 8  | 22 | 34 | 82 | −48  | Promoción por la permanencia                |
| 10   | Vaprus Pärnu (D)    | 11   | 36 | 3  | 2  | 31 | 32 | 96 | −64  | Descenso a Esiliiga 2023                    |

 Fuente: Premium Liiga, Soccerway
Criterios de clasificación: 1) Puntos; 2) Menos partidos abandonados/cancelados; 3) diferencia de goles entre sí; 4) Goles marcados en los duelos entre sí; 5) Partidos ganados 6) Diferencia de goles; 7) Goles marcados; 8) Goles marcados de visitante; 9) Fair Play; 10) Sorteo.
Notas:
1. 1 2  Diferencia de gol en partidos directos: Paide Linnameeskond 0, Nõmme Kalju 0. Goles anotados en partidos directos: Paide Linnameeskond 5, Nõmme Kalju 5. Diferencia de gol: Paide Linnameeskond +47, Nõmme Kalju +29.
2. ↑  Legion fue sancionado con la reducción de 4 puntos por fallar en la obtención de la licencia requerida.[2]

## Resultados
| Local \ Visitante | FLO | KAL | KUR | LEG | LEV | NAR | NÕM | PLM | TAM | VAP |
| ----------------- | --- | --- | --- | --- | --- | --- | --- | --- | --- | --- |
| Flora             |     | 7–1 | 4–0 | 2–0 | 2–0 | 1–0 | 2–0 | 0–0 | 3–2 | 6–1 |
| Tallinna          | 2–4 |     | 0–3 | 2–2 | 0–1 | 5–2 | 0–3 | 0–3 | 1–0 | 1–0 |
| Kuressaare        | 0–3 | 1–0 |     | 1–0 | 1–1 | 1–2 | 1–1 | 2–1 | 3–0 | 3–2 |
| Legion            | 0–7 | 1–1 | 2–2 |     | 1–3 | 0–2 | 2–4 | 1–2 | 1–1 | 3–0 |
| Levadia           | 1–1 | 5–1 | 1–0 | 2–0 |     | 6–0 | 1–1 | 1–0 | 4–0 | 4–1 |
| Narva             | 0–3 | 5–0 | 0–1 | 2–1 | 0–1 |     | 2–1 | 1–2 | 0–2 | 3–1 |
| Nõmme             | 1–2 | 2–1 | 2–0 | 3–0 | 0–1 | 3–0 |     | 1–0 | 3–1 | 2–0 |
| Paide             | 1–2 | 7–0 | 1–1 | 5–0 | 0–1 | 4–2 | 2–3 |     | 3–0 | 6–2 |
| Tammeka           | 0–4 | 1–3 | 1–0 | 1–4 | 0–1 | 1–0 | 1–1 | 1–3 |     | 3–1 |
| Vaprus            | 0–2 | 3–1 | 3–1 | 1–1 | 0–8 | 3–5 | 0–1 | 1–3 | 1–2 |     |

| Local \ Visitante | FLO | KAL | KUR | LEG  | LEV | NAR | NÕM | PLM | TAM | VAP |
| ----------------- | --- | --- | --- | ---- | --- | --- | --- | --- | --- | --- |
| Flora             |     | 2–0 | 2–1 | 4–1  | 2–1 | 1–1 | 2–0 | 1–0 | 1–0 | 3–1 |
| Tallinna          | 1–1 |     | 1–2 | 2–0  | 0–3 | 0–2 | 0–3 | 2–7 | 2–5 | 1–0 |
| Kuressaare        | 2–3 | 1–1 |     | 1–0  | 2–3 | 3–1 | 0–0 | 3–3 | 2–2 | 1–0 |
| Legion            | 0–1 | 2–3 | 3–2 |      | 1–1 | 1–0 | 1–2 | 1–1 | 1–1 | 2–1 |
| Levadia           | 1–2 | 3–1 | 2–3 | 3–0  |     | 1–1 | 1–1 | 1–2 | 1–0 | 3–0 |
| Narva             | 0–4 | 1–1 | 2–2 | 6–1  | 0–1 |     | 0–0 | 1–1 | 0–0 | 1–0 |
| Nõmme             | 1–0 | 6–0 | 3–1 | 1–0  | 0–1 | 1–1 |     | 1–2 | 1–1 | 4–0 |
| Paide             | 1–2 | 1–2 | 0–0 | 10–0 | 0–0 | 2–0 | 1–0 |     | 3–0 | 4–2 |
| Tammeka           | 0–1 | 1–3 | 1–1 | 2–0  | 0–3 | 2–0 | 3–0 | 1–1 |     | 1–0 |
| Vaprus            | 1–7 | 2–3 | 0–1 | 0–1  | 2–3 | 1–0 | 0–3 | 1–2 | 1–1 |     |

## Promoción por la permanencia
Lo disputaron el penúltimo clasificado ante el segundo clasificado de la Esiliiga 2022.
| Equipo 1 | Agr. | Equipo 2 | Ida | Vuelta |
| -------- | ---- | -------- | --- | ------ |
| Elva     | 1–3  | Legion   | 0–3 | 1–0    |

| Ida; 23 de noviembre | Elva | 0 – 3   | Legion                                  | Nike Arena Elva, Elva                                |                                                      |
| 19:00 (UTC+2)        |      | Reporte | - Tõugjas 9' - Vaherna 33' - Ivanov 43' | Asistencia: 188 espectadores Árbitro(s): Martti Pukk | Asistencia: 188 espectadores Árbitro(s): Martti Pukk |

| Vuelta; 27 de noviembre | Legion | 0 – 1 (Global 3 – 1) | Elva               | Sportland Arena, Tallin                               |                                                       |
| 13:00 (UTC+2)           |        | Reporte              | Tõugjas 58' (a.g.) | Asistencia: 28 espectadores Árbitro(s): Juri Frischer | Asistencia: 28 espectadores Árbitro(s): Juri Frischer |

- Legion ganó 3–1 en el marcador global y permaneció en la Meistriliiga, Elva en la Esiliiga.

## Máximos goleadores
| #  | Futbolista            | Club                | Goles |
| -- | --------------------- | ------------------- | ----- |
| 1  | Zakaria Beglarishvili | FCI Levadia         | 21    |
| 2  | Robi Saarma           | Paide Linnameeskond | 16    |
| 3  | Sten Reinkort         | Kuressaare          | 15    |
| 4  | Konstantin Vassiljev  | Flora               | 13    |
| 5  | Rauno Alliku          | Flora               | 12    |
| 5  | Denys Dedechko        | Narva Trans         | 12    |
| 5  | Alex Matthias Tamm    | Nõmme Kalju         | 12    |
| 8  | Nikita Ivanov         | Legion              | 11    |
| 8  | Martin Miller         | Flora               | 11    |
| 10 | Danil Kuraksin        | Flora               | 10    |
| 10 | Kevin Mätas           | Tammeka             | 10    |
| 10 | Ats Purje             | Tallinna Kalev      | 10    |
| 10 | Sergei Zenjov         | Flora               | 10    |